# Hans Altmann (Architekt)

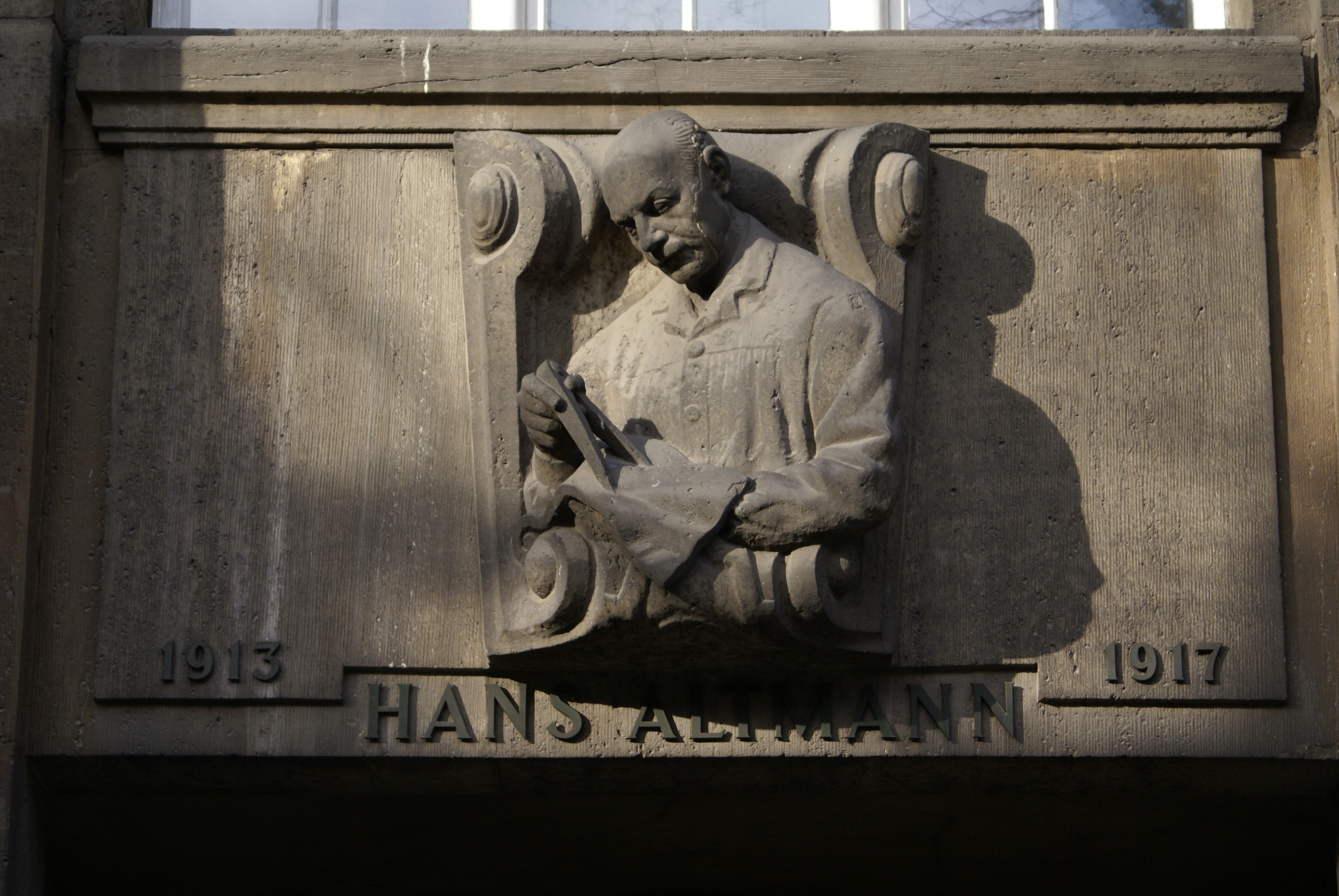
Detail am Rathaus Friedenau: Relief des Architekten Hans Altmann

Hans Altmann (* 11. Dezember 1871 in Danzig; † 27. Januar 1965 in West-Berlin) war ein deutscher Architekt.

## Leben und Werk
Altmann studierte in Berlin Architektur und wurde 1904 zum Friedenauer Gemeindebaurat ernannt. Nachdem er 1899/1900 einen Neubau für das Königliche Staatsministerium geschaffen hatte, galt er in der Architekturwelt als „ideenreicher und vielseitig künstlerischer Schöpfergeist“. Typisch für seine malerisch gruppierten Bauten sind eine ortsbildprägende Qualität und eine eigenständige Architekturhandschrift, die sich zwischen Historismus, Jugendstil und Moderne bewegt. Herausragend ist hierbei das Rathaus Friedenau mit dem charakteristischen Eckturm, das in den Jahren zwischen 1913 und 1917 entstand, und bereits drei Jahre später mit der Bildung von Groß-Berlin im Jahr 1920 und der damit einhergehenden Eingliederung von Friedenau in den damaligen Bezirk Schöneberg seine Funktion wieder verloren hatte. Am Friedenauer Rathaus findet sich eine Porträtbüste, die Altmann als Architekten des Bauwerks darstellt. 
Nach der partiellen Zerstörung des Rathauses im Zweiten Weltkrieg wurde Altmann mit dem Vorentwurf für den Wiederaufbau beauftragt. Allerdings wurde ihm der Auftrag wieder entzogen, da er sich mit den Plänen des Hochbauamts, die Hauptfassade stark zu vereinfachen und dabei den Frontgiebel sowie die Eckerker abzureißen, nicht einverstanden zeigte. 
Altmanns Bauten prägen noch heute das Bild der ehemaligen Landhauskolonie Friedenau. Zu seinen stadtbildprägenden Projekten gehören das Rheingau-Gymnasium, Paul-Natorp-Oberschule, das evangelische Pfarr- und Gemeindehaus am Friedrich-Wilhelm-Platz, ein Kiosk auf dem Liane-Berkowitz-Platz sowie die Bobertal-Oberschule und die Ruppin-Grundschule in der Offenbacher Straße.
Seinerzeit entstand der Friedhof Schöneberg III, auf dem sich heute auch die Gräber von Marlene Dietrich, Helmut Newton und Ferruccio Busoni befinden. Als dieser Platz knapp wurde, beschloss die damals noch selbstständige Gemeinde des einstigen Kreises Teltow den Ankauf von rund zwölf Hektar für eine weitere Bestattungsfläche in Gütergotz (1937 umbenannt in Güterfelde) – unmittelbar im Anschluss an den Südwestkirchhof Stahnsdorf. Altmann wurde die Planung für das Gelände übertragen. Die Begräbnisstätte wurde 1914 als Waldfriedhof Friedenau in Gütergotz eröffnet und heißt heute Wilmersdorfer Waldfriedhof Güterfelde. Die Anlage erinnert mit ihren im Halbrund geschwungenen Wegen an den Friedenauer Ortsgrundriss. Für den Mittelpunkt der Friedhofsanlage hatte Altmann eine große Kapelle mit einer Klinkerfassade errichten lassen. Auf dem Friedhof befindet sich das Urnengrab des Schauspielers Max Schreck, bekannt geworden durch seine Darstellung des Grafen Orlok in Murnaus Film Nosferatu.
Hans Altmann starb 1965 im Alter von 93 Jahren in Berlin und wurde auf dem Waldfriedhof Dahlem beigesetzt. Das Grab ist nicht erhalten.

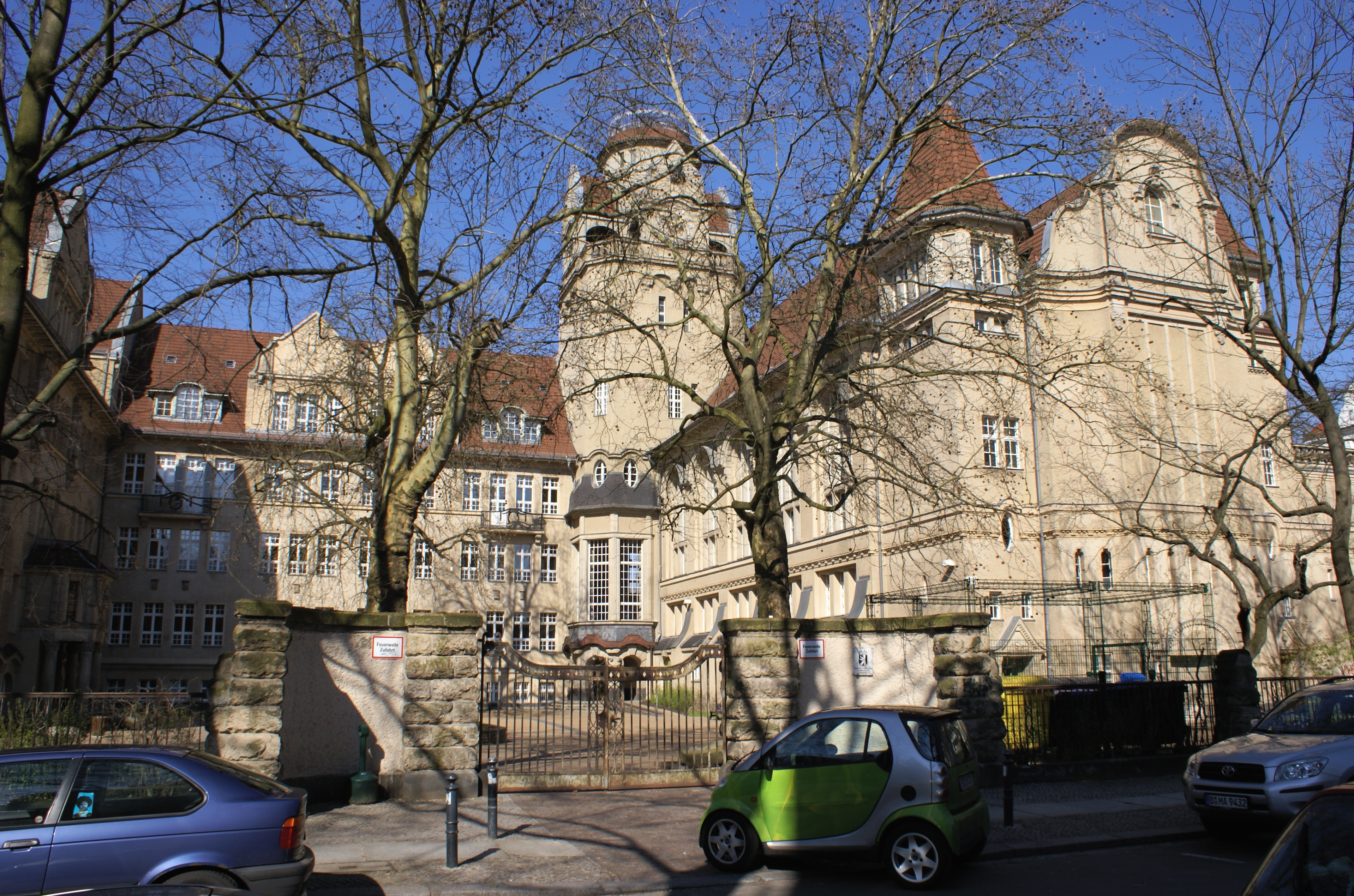
Rheingau-Oberschule
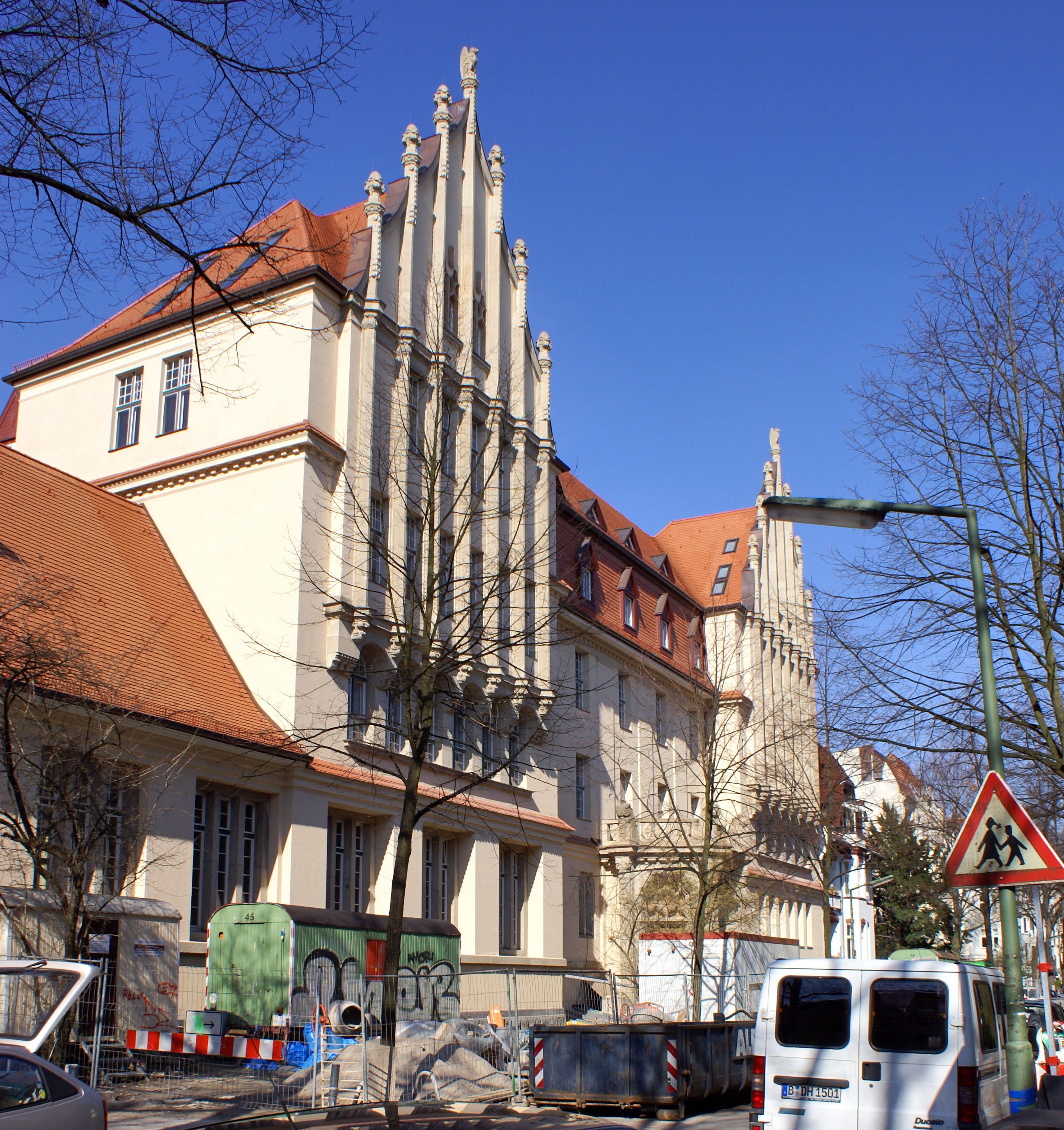
Paul-Natorp-Oberschule
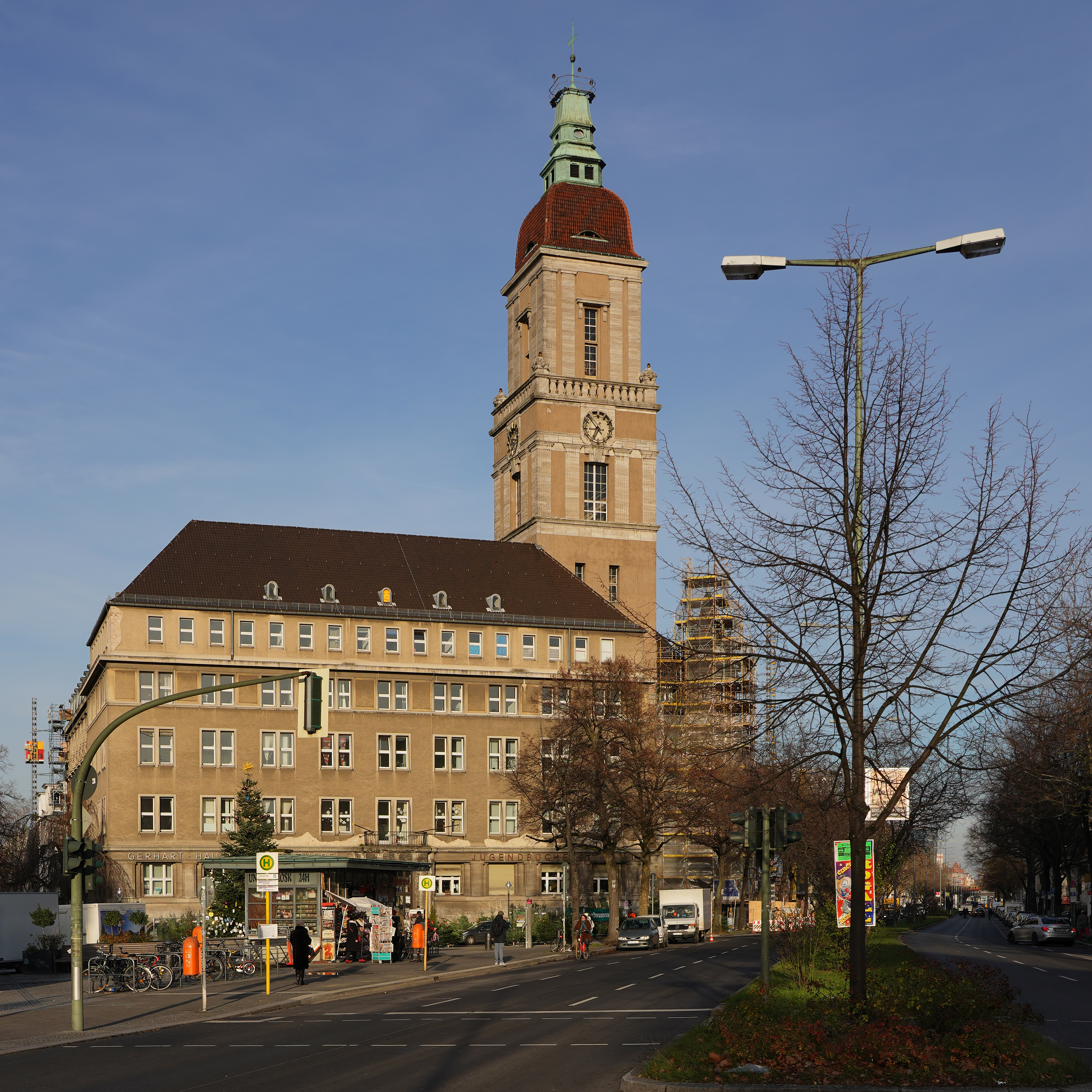
Rathaus Friedenau
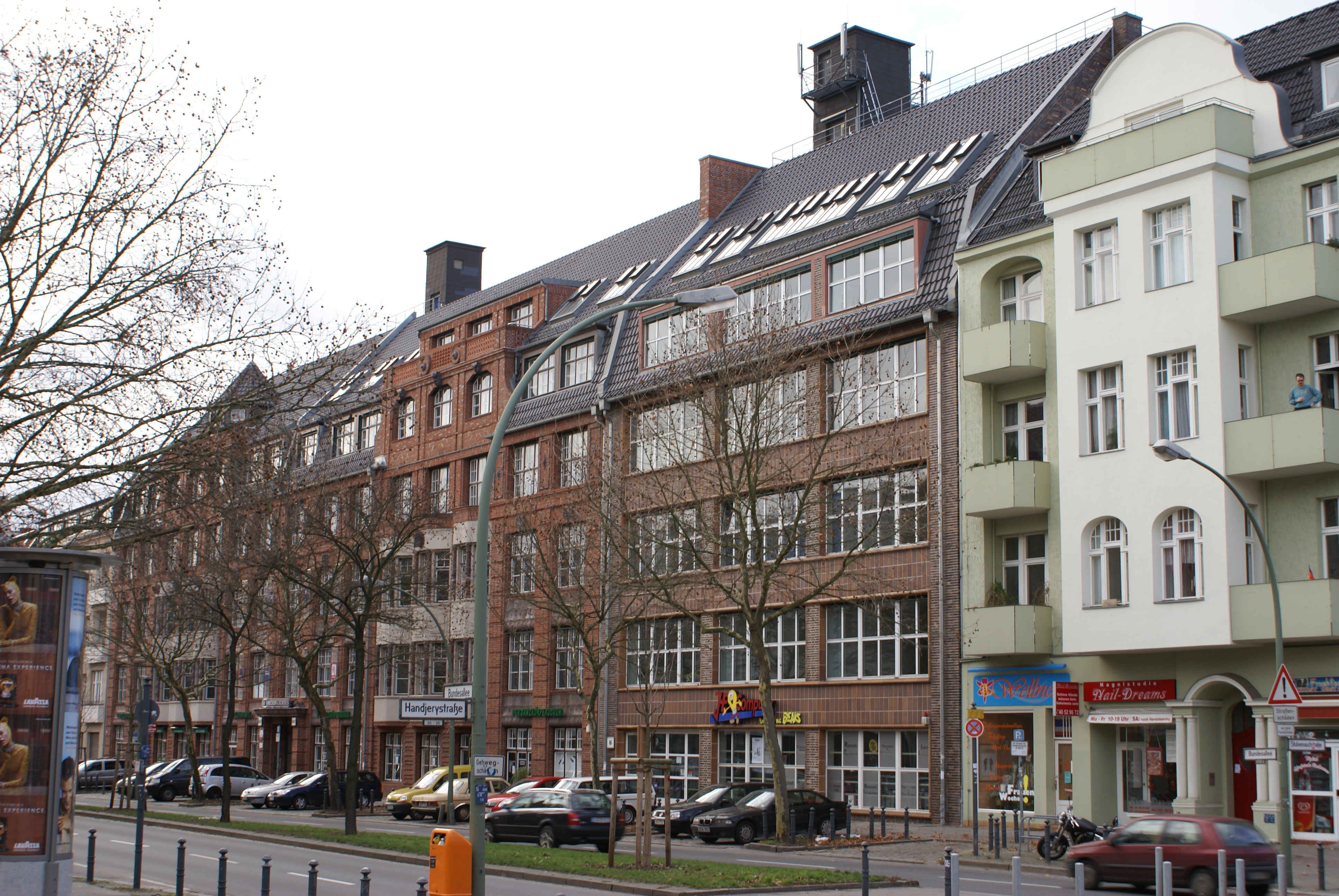
Askaniawerke, Bundesallee 88, Berlin-Friedenau
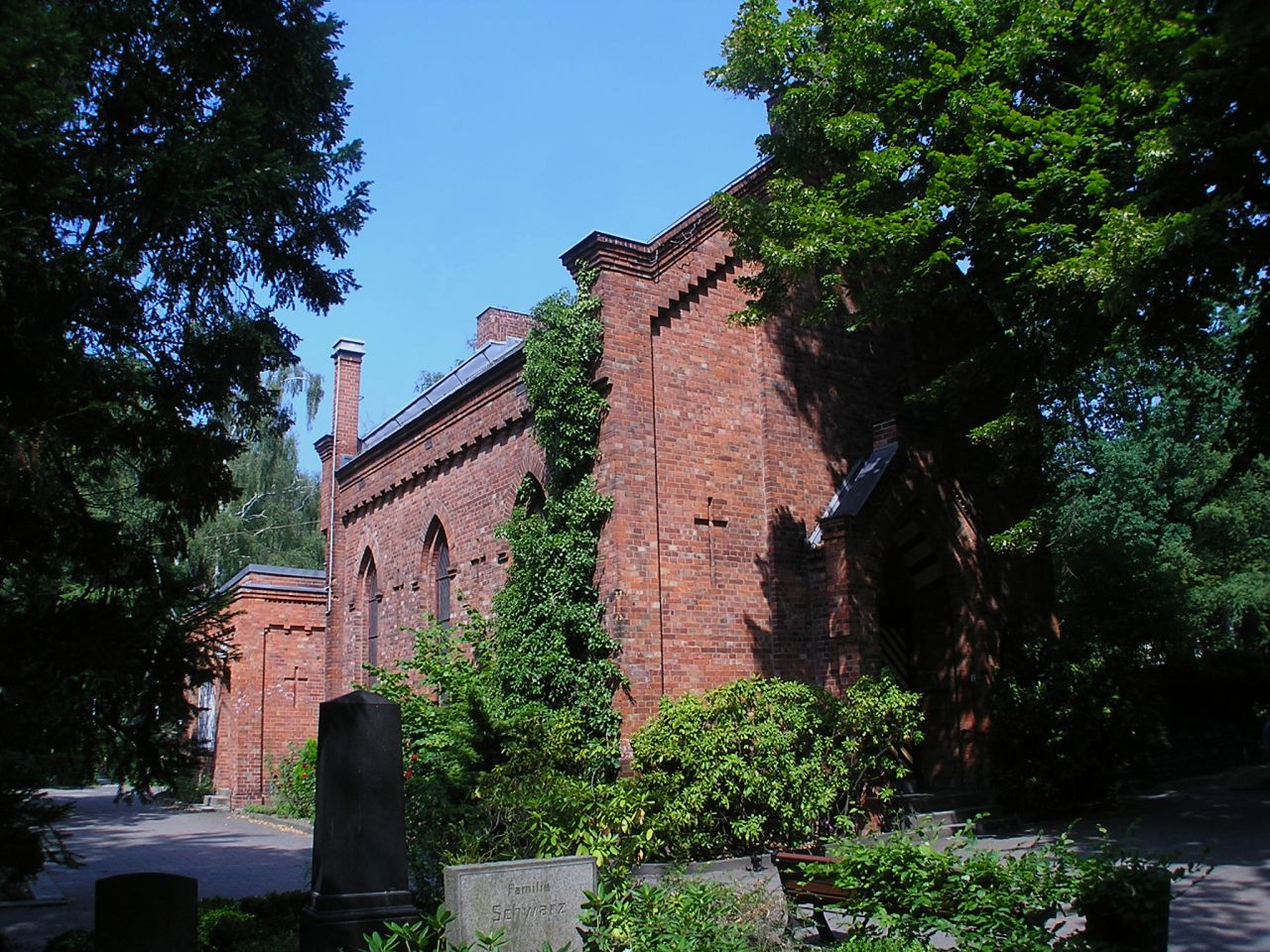
Kapelle auf dem Friedhof Schöneberg III
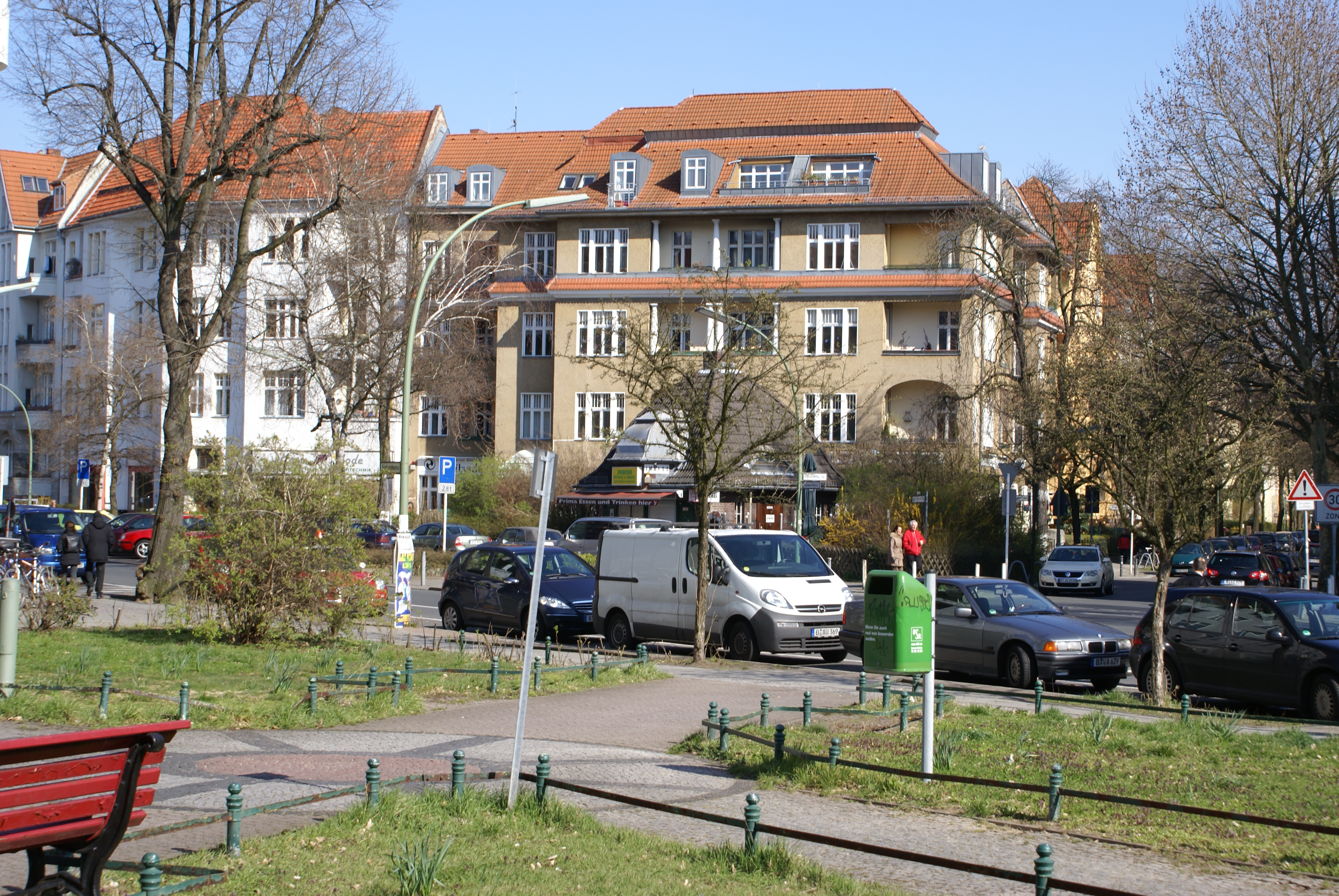
Kiosk auf dem Liane-Berkowitz-Platz
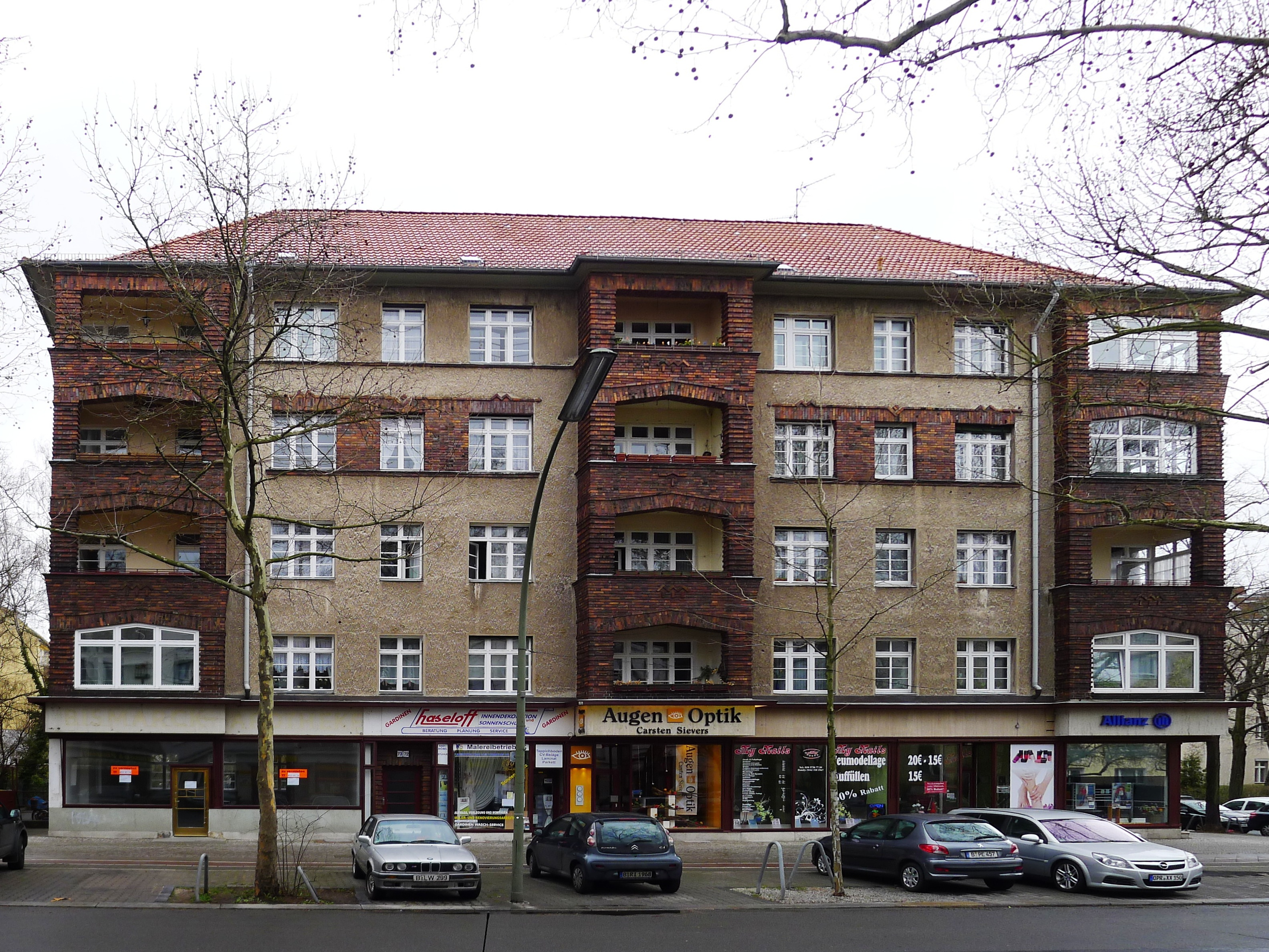
Mietshaus mit Ladenzeile und Großgarage, Bismarckstraße 72/73, Berlin-Steglitz
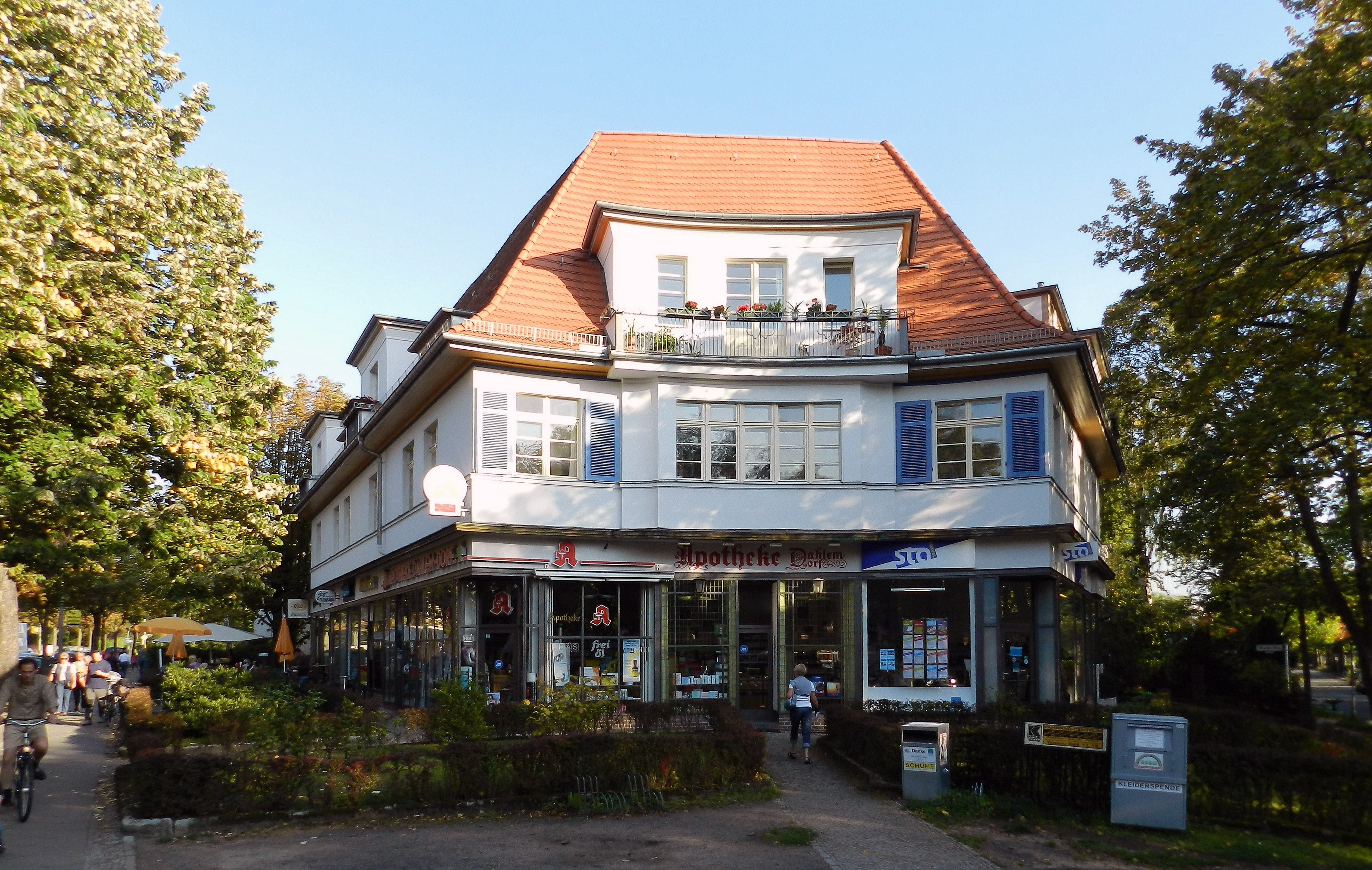
Wohn- und Geschäftshaus, Königin-Luise-Straße 38, Berlin-Dahlem
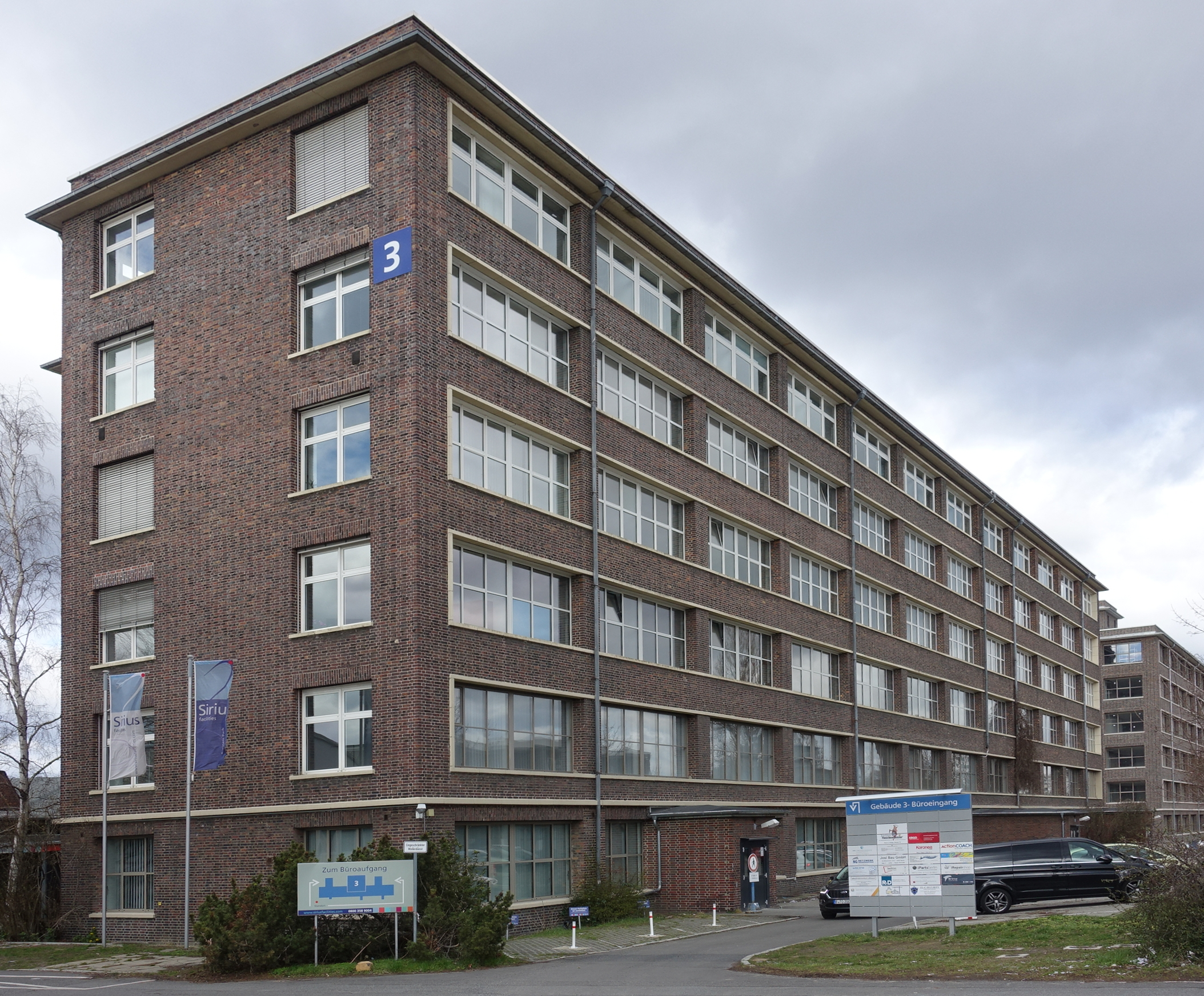
Askaniawerke, Großbeerenstraße 2, Berlin-Mariendorf
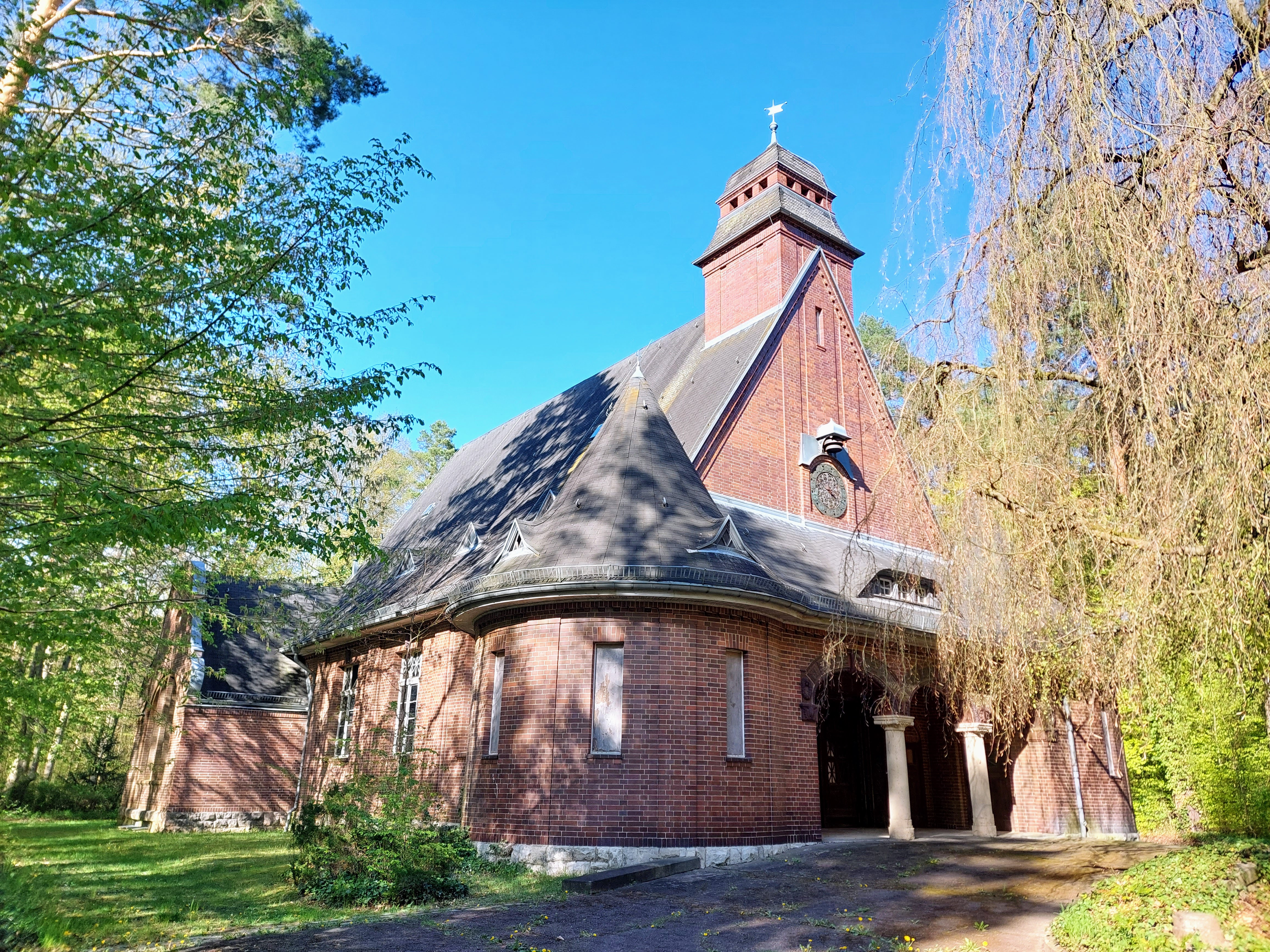
Kapelle des Waldfriedhofs Güterfelde